# Mosteiro de Wanla
O Mosteiro de Wanla ou Gompa de Wanla é (em urdu: وانلا گومپا) um mosteiro budista tibetano (gompa) do Ladaque, no tesil de Khaltsi, no noroeste da Índia. Situa-se junto à aldeia de Wanla, situada abaixo da encosta, 15 km a sudeste de Lamayuru, 20 km a sul-sudoeste de Khaltsi, 110 km a oeste de Lé (distâncias por estrada).
O mosteiro é o principal local de culto da população local e está dependente do mosteiro de Lamayuru. No início da década de 2010 não tinha monges residentes, apenas existindo um monge de Lamayuru que era destacado para Wanla a fim de tomar conta do mosteiro, realizar os rituais diários e dar acesso aos visitantes. O seu pequeno templo de Chuchig-zhal, dedicado a Avalokiteśvara, é uma das salas de oração mais antigas ainda existentes nos  Himalaias Ocidentais da seita  Drikung Kagyu. A principal estátua do templo representa Avalokiteśvara na sua forma com onze cabeças("Chuchigzhel"). Num vale ao lado do mosteiro antigo, há uma pequena comunidade monástica de construção recente.

## Descrição
O mosteiro ergue-se a cerca de 3 260 metros de altitude numa encosta íngreme e rochosa, dominando a aldeia de Wanla do lado nordeste. Esta situa-se no vale do rio Yapola (ou Wanla), no local onde neste conflui a ribeira de Shillakong. O Yapola flui para norte, passando em Lamayuru antes de desaguar na margem esquerda (sul) do rio Indo. O vale alarga-se em Wanla, onde é relativamente plano e fértil. As casas da aldeia rodeiam o morro do mosteiro, dominado por um templo de três andares e por um edifício residencial adjacente construído na década de 1980. O templo esteve outrora no recinto de um grande castelo, do qual apenas restam atualmente duas torres de diferentes datas e alguns trechos de muralhas.

## História
Segundo a tradição, o mosteiro de Wanla teria sido um dos 108 mosteiros fundados pelo lotsawa (tradutor para tibetano das escrituras sagradas budistas) Rinchen Zangpo (ou Sangpo; 958–1055) na sua viagem de regresso ao Tibete após a sua estadia na Índia para estudar budismo, com o patrocínio do rei de Guge Yeshe-Ö (ca.  959–1040), mas não há provas disso. Durante as obras de restauro levadas a cabo pela Associação Achi, descobriu-se que as fundações do mosteiro assentam em rocha natural e não em pedras trabalhadas pelo homem, como se pensava antes, o que retira credibilidade à possibilidade de ter existido uma construção mais antiga. É possível que algumas das ruínas do castelo sejam da construção original, mas embora tal hipótese não seja completamente descartável, os fragmentos de relevos em madeira existentes numa varanda de uma das torres dificilmente são desse período.

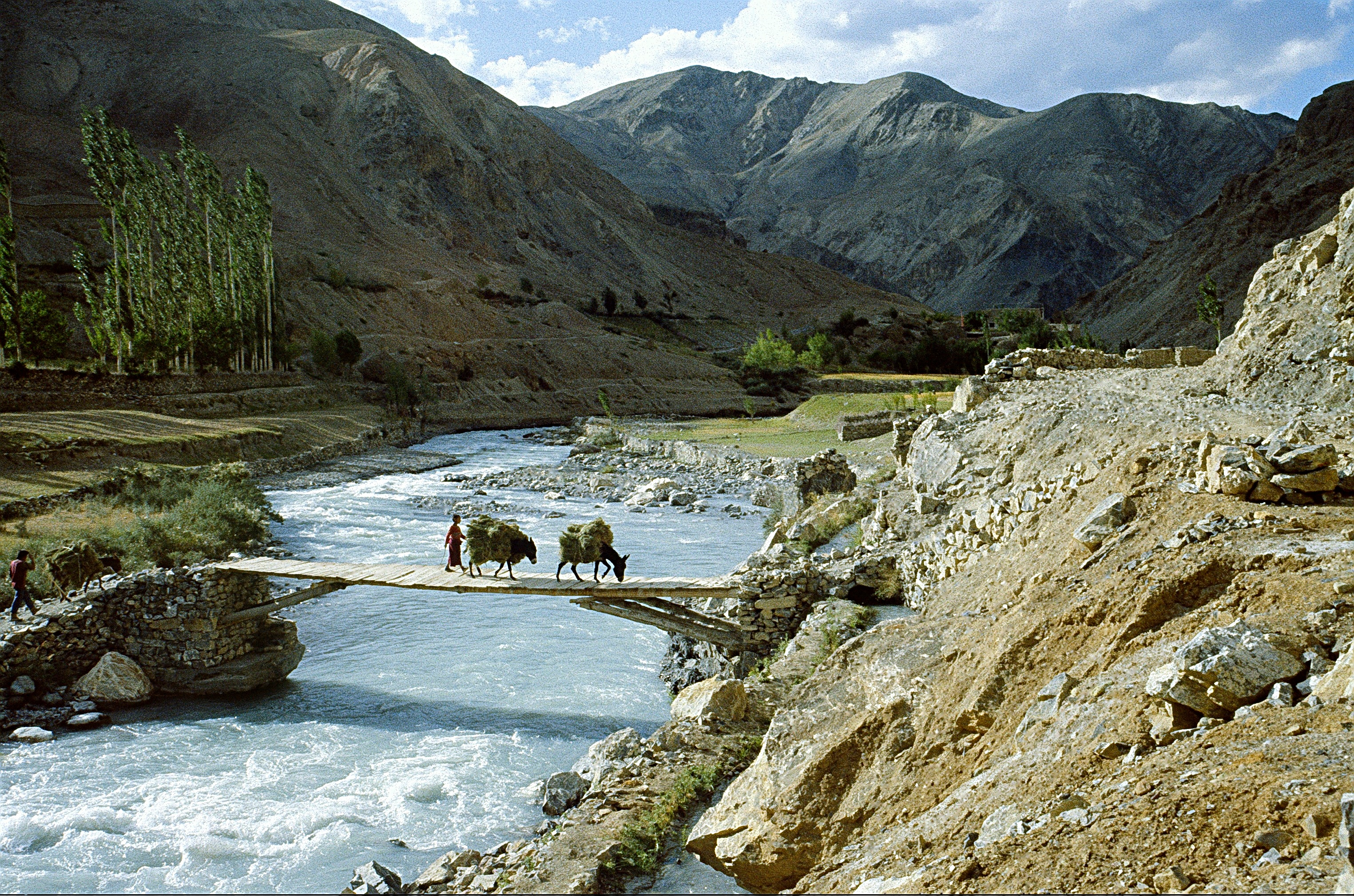
O rio Yapola (ou Wanla), afluente do Indo junto à aldeia de Wanla

O mosteiro foi construído no centro do castelo no século XIV. O facto da sua construção ter ocorrido num período da história do Ladaque descrito como obscuro pelos historiadores, pois praticamente não há quaisquer dados sobre o período entre a construção de alguns monumentos de Alchi, no início do século XIII, e a fundação da dinastia Namgyal no início do século XV, faz com que seja considerado muito relevante para a história do budismo tibetano em geral, devido às obras de arte ali preservadas mostrarem o processo de receção e adaptação do budismo da arte budista do Tibete Central nos Himalaias Ocidentais.
No templo Chuchig-zhal foram descobertas inscrições que permitem datar a sua construção no final do século XIV ou início do século XV. Os eventos descritos nessas inscrições ocorreram quando o castelo já existia e era a residência de quatro filhos de um ministro de uma entidade política desconhecida que administrava o vale de Wanla e que se chamava rgya-shing. O irmão mais velho, Bhagdarskyab (’Bhag-dar-skyab) é o herói dos acontecimentos descritos nas inscrições e é apresentado como fundador do templo. Começou por ser nomeado chefe do distrito (mi sde’i gtso-bo skos) e quando tinha 30 anos de idade tomou o trono do pequeno reino centrado em Wanla. Subsequentemente teria conquistado as regiões vizinhas de Wakha, Kanji e Suru, a Alchia, a sul, e Mangyu e Ensa, a norte, ou seja, uma parte substancial do Ladaque Inferior. A inscrição diz também que lhe foi oferecido o trono de Caxemira e que teria recebido tributo de nómadas do norte. O relato termina com a menção à construção do templo, que é chamado Wanla Tashisumtseg (bKra-shis-gsum-brtsegs, "Auspicioso de Três Andares"), no centro do castelo. Estas inscrições são praticamente o único registo histórico  conhecido sobre o Ladaque do período entre o século XIII e o início do século XV.
Pela arquitetura e pelo nome, o templo de Wanla, em particular o gSum-brtsegs, é evidente que foi inspirado nos monumentos de Alchi. Contudo, há grandes diferenças técnicas e culturais tanto na arquitetura como nas esculturas e pinturas.

## Templo de Avalokiteśvara
Este templo é o único edifício estruturalmente intacto que fazia parte do antigo castelo. Com eixo orientado na direção nordeste-sudoeste, tem a entrada virada a nordeste. Como todos os monumentos budistas da região, a planta é cúbica. Assemelha-se a um zigurate, tem três andares e três nichos nas partes traseira (sul) e laterais, todos eles com tetos planos. Todas as partes exteriores do templo estão pintadas de vermelho, com diversas camadas de vários períodos.

### Piso térreo
A entrada encontra-se numa varanda que atualmente é parcialmente fechada por uma espécie de alpendre com rodas de oração. Na maior parte das paredes exteriores há nichos com rodas de oração mais pequenas e tsha tshas (peças votivas de barro). Estes nichos são mais recentes do que a construção do templo. O acesso ao segundo andar é feito por uma porta que mais parece uma janela, situada no teto da varanda. O terceiro andar, em forma de lanterna, é uma construção leve que assenta no centro do telhado do segundo andar.
A varanda em frente à porta de entrada é formada por uma extensão das paredes laterais do templo e coberta com uma estrutura de madeira que suporta o teto, constituída por pilares de madeira encostados às paredes laterais e duas colunas caneladas centrais, que dividem a varanda em três partes iguais. Estas colunas têm capitéis esculpidos e os pilares têm capitéis mais pequenos com consolas em forma de leão. A meio do teto, há duas vigas com elefantes esculpidos que se juntam ao centro. O teto tem um arco trifólio, flanqueado por pequena colunas , decoradas com símbolos de boa sorte. O estado de conservação da estrutura de madeira e da maior parte dos seus relevos é notável.
A porta do templo tem duas alas, e o seu caixilho é ricamente esculpido com filas de relevos com Budas, cenas da vida de Sidarta Gautama e um "om mani padme hum" flanqueado por duas estupas. À primeira vista, este último painel parece ter sido adicionado durante uma renovação, mas é coerente com a iconografia do resto da decoração.
No interior do piso térreo, a forma cúbica da sala é acentuada pelos três nichos, cada um deles com uma estátua de grandes dimensões de bodisatvas. O nicho principal, situado na parede traseira, oposta à entrada, prolonga-se verticalmente para o piso superior e tem uma estátua maior, cuja altura é superior à do teto. O interior forma um quadrado com 5,5 metros de lado. no meio, quatro colunas formam segundo quadrado interior, com 2,15 m de lado, que é semelhante à espessura dos nichos. O segundo andar é aberto neste quadrado interior, do qual é visível a lanterna que constitui o terceiro andar. Parte da galeria — a que é visível do piso térreo — tem pinturas.
Tanto as colunas como as mísulas e os capitéis são do época da construção. Os últimos têm relevos esculpidos com os "Oito Símbolos Auspiciosos" (em sânscrito: aṣṭamaṅgala; em tibetano: bkra-shis rtags brgyad) e as "Sete Joias de um Rei" (rin-chen sna-bdun) em perfeito estado de conservação. A pintura dos capitéis é aparentemente mais recente do que a construção.
O nicho maior, em frente à entrada, é ocupado por uma estátua do bodisatva branco Avalokiteśvara, na sua forma com onze cabeças e oito braços. É a esta estátua que o templo deve o seu nome atual — Chuchig-zhal (bCu-gcig-zhal; "com onze cabeças"). O par de mãos principais estão em posição de veneração em frente ao peito. Das outras mãos, as duas do meio seguram atributos: uma flecha na direita e um arco na esquerda. Esta representação de Avalokiteśvara é diferente da que está pintada na parede esquerda do nicho de Maitreya, com mil braços, não só no número de braços, mas também nas cores das faces, o que leva os estudiosos a considerar pouco provável que originalmente a estátua tivesse braços adicionais pintados na parede atrás de si, como por vezes acontece.
No nicho à direita do de Avalokiteśvara (à esquerda de quem está virado de costas para a entrada), há uma estátua do bodisatva Maitreya (o Buda futuro), que até 1996, quando foi pintada de branco, esteve pintada de prateado. No nicho do lado oposto está uma imagem monumental de Sakiamuni (o Buda histórico) vestido de monge. Esta estátua tem quase cinco metros de altura e é ladeada por duas imagens com 3,4 m de altura.
Todas as estátuas são de barro. Em termos iconográficos, o conjunto de estátuas simboliza a continuidade dos ensinamentos de Buda. A imagem central de Avalokiteśvara (Thugs-rje-chen-po; "O Grande Compassivo") é evocada para remediar a miséria do dia a dia e pode ser entendido como que atua no presente. Por sua vez, Maitreya representa o futuro e Sakiamuni o passado.
No templo há também uma série de esculturas em papier mâché que representam o linhagem Kagyüpa (bKa’-brgyud-pa) genérica, encabeçada por Vajradhara, Tilopa e Naropa. Em termos estilísticos, são aproximadamente da mesma época das grandes imagens de barro. Tal como as que figuram nas pinturas murais, as figuras da linhagem só são identificáveis até Milarepa, não se sabendo os nomes dos mestres posteriores a este. Os estudiosos pensam que estas esculturas foram feitas para serem colocadas no espaço estreito da galeria que flanqueia as cabeças de Avalokiteśvara.

### Pisos superiores
O segundo andar é uma galeria em volta das quatro colunas que o sustentam, que é interrompida pelo nicho maior, mais alto do que o andar superior. Por cima do teto deste nicho há grande viga que suporta uma parede pintada que vai até ao teto. O nicho divide o andar em duas parte, uma mais larga e com teto mais alto, na parte dianteira e outra, ao lado do nicho, mais estreita e com teto mais baixo. A abside e a área imediatamente em frente a ela têm teto em caixotão com pinturas a imitarem tecido.
A pequena lanterna que constitui o terceiro andar prolonga o quadrado central formado pelas quatro colunas do primeiro andar. É uma estrutura leve, de forma cúbica, que é suportada numa estrutura de madeira. Uma viga cruzada divide ao meio as aberturas da lanterna, dando ideia que o terceiro andar foi algo que foi adicionado a uma estrutura já finalizada. No entanto, o estilo das pinturas que decoram este andar é similar ao das pinturas dos andares de baixo. O telhado é plano no exterior e com gabletes no interior.